# Georg Sick

Georg Sick

Georg Sick (* 17. Oktober 1861 in Teutendorf; † 30. Juni 1937 in Wildbad) war ein preußischer Oberst und Ritter des Ordens Pour le Mérite.

## Leben
Georg Sick war der Sohn des mecklenburgischen Gutspächters Ludwig Sick und seiner zweiten Ehefrau Julie Thym. Nachdem Sick sein Abitur abgelegt hatte, studierte er 1881/82 Rechtswissenschaft an der Friedrich-Wilhelms Universität. Studienbegleitend war er Einjährig-Freiwilliger im Garde-Füsilier-Regiment der Preußischen Armee und trat November 1882 als Avantageur in das 2. Magdeburgische Infanterie-Regiment Nr. 27 in Halberstadt ein. Dort avancierte er 1883 zum Sekondeleutnant und 1892 zum Premierleutnant. Mit der Beförderung zum Hauptmann wurde er 1898 Kompaniechef im Infanterie-Regiment „von Boyen“ (5. Ostpreußisches) Nr. 41 in Tilsit und stieg bis 1910 zum Major auf. 1912 erfolgte seine Ernennung zum Kommandeur des II. Bataillons im 2. Niederschlesischen Infanterie-Regiment Nr. 47 in Schrimm.
Mit diesem Verband zog Sick mit Ausbruch des Ersten Weltkriegs in die Schlacht bei Longwy-Longuyon und kämpfte danach zwischen Maas und Mosel. Im Wald von Le Selonze wurde er verwundet. Nach seiner Genesung wurde er durch A.K.O. vom 5. Januar 1915 zum Kommandeur des Infanterie-Regiments „Graf Kirchbach“ Nr. 46 aus Posen und Wreschen ernannt.

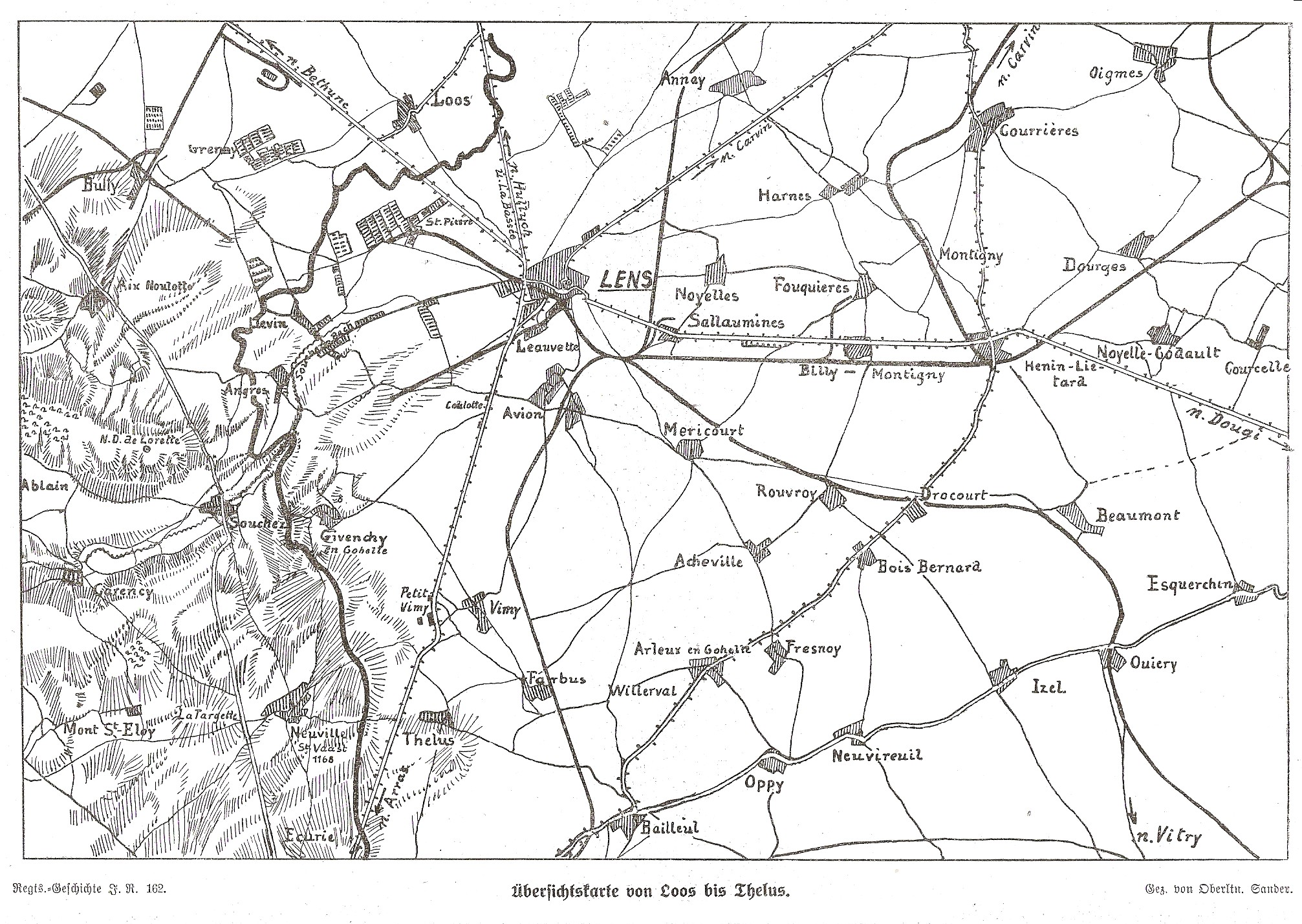
Einsatz des Regiments „Sick“

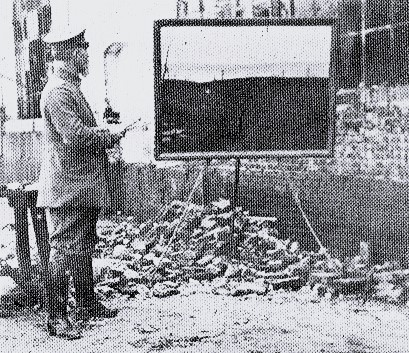
Die „Gießler-Höhe“

Nach Stellungskämpfen an den „Zwillingshöhen von Combres“ wurde Sick am 27. Januar 1915 zum Oberstleutnant befördert und am 25. April 1915 zum Kommandeur des zu jener Zeit zwischen Roye und Noyon kämpfenden Schleswig-Holsteinischen Infanterie-Regiments Nr. 163 aus Neumünster und Heide ernannt.
Ende September 1915 wurde er Führer des aus dem Füsilier-Regiment „Königin“ (Schleswig-Holsteinisches) Nr. 86 und einzelnen Bataillonen der Regimenter Nr. 31 und 162 sowie der MG-Kompanie des Infanterie-Regiments „von Manstein“ (Schleswigsches) Nr. 84 nach seinem Führer benannten Regiments „Sick“. Dieses kämpfte bei La Bassée und Arras sowie westlich der Straße Lens-Arras gegenüber Écurie. Der Senat der Stadt Lübeck würdigte seine Leistung am 6. November 1915 durch die Verleihung des Hanseatenkreuzes. Im Januar 1916 trat er zurück zu seinen 163ern.
Das bedeutsamste Ereignis jener Zeit war die Erstürmung der „Gießler-Höhe“ am 21. Februar 1916. Hans am Ende, ein Soldat des Nachbarregiments, hielt jenes Ereignis auch für die 163er auf einem Gemälde, das er auf dem nebenstehenden Bilde malte, fest.
Im Juli 1916 führte Sick sein Regiment in die Schlacht an der Somme. Nach kurzzeitiger Versetzung nach Loos ging es zurück zur Somme. Die hiesigen Leistungen seines Regiments fanden ihre äußere Anerkennung in der Verleihung des Ritterkreuzes des Königlichen Hausordens von Hohenzollern mit Schwertern. Zuvor war Sick bereits mit beiden Klassen des Eisernen Kreuzes ausgezeichnet worden.
Im April und Mai 1917 zog er mit seinem Regiment in die Schlacht von Arras. Seine dortigen Leistungen fielen dem Kommandierenden General des IX. Reserve-Korps, Generalleutnant Karl Dieffenbach, auf. Dieser reichte ihn daraufhin zum Pour le Mérite ein. Kaiser Wilhelm II. verlieh Sick die höchste preußische Tapferkeitsauszeichnung durch A.K.O. vom 20. Mai 1917 und überreichte ihm zwei Tage später bei der Kaiserparade in Fénain persönlich.
Sein Regiment kämpfte im Stellungskrieg von Artois, der Schlacht von Messines und bewährte sich in der Siegfriedstellung, bevor man im Winter 1917/18 wieder in Flandern war. Am 27. Januar 1918 wurde er zum Oberst befördert. Während der Deutschen Frühjahrsoffensive kämpfte es bei Armentières, Messines und Wytschaete (heute ein Stadtteil). Zum Kommandeur der 59. Landwehr-Infanterie-Brigade wurde er am 24. Juli 1918 ernannt. Die Brigade war zu jener Zeit bei Reims. Anfang September 1918 erkrankte Sick an Paratyphus und kehrte nicht wieder an die Front zurück. Nach Kriegsende wurde er auf sein Gesuch hin am 15. April 1919 zur Disposition gestellt und zwei Monate darauf mit Pension zu den verabschiedeten Offizieren überführt.

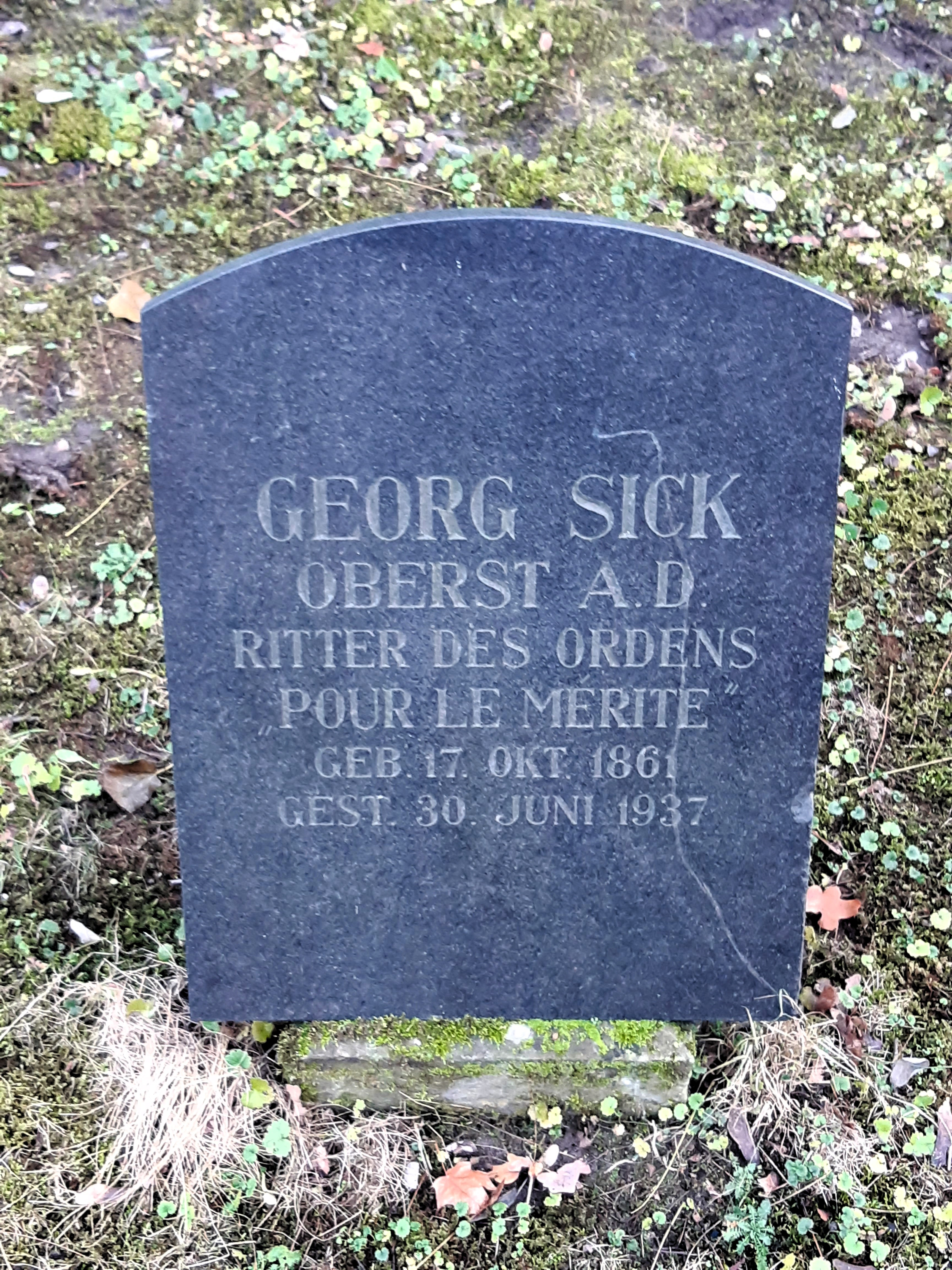
Grabstätte auf dem Neuen Friedhof Potsdam.

Er ist auf dem Neuen Friedhof Potsdam begraben.
Nach seinem Tod wurde 1938 die Neumünsteraner Kaserne „seiner“ im Ersten Weltkrieg geführten 163er nach ihm benannt.

## Verweise